# Metzgeria psilocraspeda
Metzgeria psilocraspeda é uma espécie de planta do gênero Metzgeria e da família Metzgeriaceae. 
Tem distribuição restrita ao sudeste e sul do Brasil, Minas
Gerais, Espírito Santo, Rio de Janeiro, São Paulo, Paraná, Rio Grande do Sul e
Santa Catarina predominando na Mata Atlântica, entre
0–2000 metros de altitude, crescendo sobre troncos de árvores vivas, raramente sobre superfície
rochosa, podendo eventualmente ser encontrada em áreas urbanas. É semelhante à M.
liebmanniana e M. lechleri, mas Metzgeria liebmanniana
não apresenta talo atenuado; a lâmina é maior (29–55 células de largura); costa em
seção com de 4–6 fileiras de células epidérmicas dorsais e de 5–8 ventrais;
margem com de 1–2(–3) rizoides; gemas discoides a liguladas, planas, com rizoides
eretos, flexuosos ou em forma de gancho. 2) Metzgeria
lechleri não apresenta talo atenuado; 
gemas discoides.

## Forma de vida
É uma espécie corticícola e talosa. 

## Descrição
Talo densamente hirsuto, rizoides medianos, eretos flexuosos a ligeiramente falcados, ramificados ou não, dispostos na margem, superfície ventral da lâmina e da costa, na margem esparsos 1 rizoides por célula, podendo estar ausentes em extensas regiões. Talo masculino ligeiramente menor que o feminino, com 14-20 células, costa com 3-4 fileiras de células epidérmicas dorsais, 5-6 ventrais, medula  com17-18 células, 3-4 camadas. Gemas dorsais, concentradas nos ápices. liguladas a elípticas, planas, azuladas, rizoides poucos e curtos, geralmente em forma de "gancho" (8–9 células de largura). Dioico. Ramo masculino pequeno, globoso, sem rizoides. Invólucro feminino  de largura-cordado, densamente hirsuto, rizoides eretos, dispostos na margem e superfície externa. Caliptra carnosa, claviforme a obpiriforme, hirsuta na superfície externa, rizoides eretos e longos. Possui cápsula globosa, com espessamentos nodulosos conspícuos na parede externa, espessamentos semianulares conspícuos na parede interna. Esporos pequenos a medianos, castanhos, tuberculados.

## Conservação
A espécie faz parte da Lista Vermelha das espécies ameaçadas do estado do Espírito Santo, no sudeste do Brasil. A lista foi publicada em 13 de junho de 2005 por intermédio do decreto estadual nº 1.499-R. 

## Distribuição
A espécie é encontrada nos estados brasileiros de Espírito Santo, Minas Gerais, Paraná, Rio de Janeiro, Rio Grande do Sul, Santa Catarina e São Paulo. 
Em termos ecológicos, é encontrada no domínio fitogeográfico de Mata Atlântica, em regiões com vegetação de áreas antrópicas, campos de altitude, floresta ombrófila pluvial e mata de araucária.